# فليفلة حولية
الفليفلة الليفية أو شطة أو الفلفل الأحمر، الفلفل الرومي أو الفليفلة الحولية (الاسم العلمي: Capsicum annuum) هو نوع نباتي يتبع جنس الفليفلة من الفصيلة الباذنجانية. يستعمل النبات في الطبخ ويستعمل مجففاً كأحد التوابل، ومن أحد أصنافه ينتج الفليفلة الحلبية.

## الوصف النباتي
نبات عشبي حولي في المناطق المعتدلة، ومعمر في المناطق الاستوائية.
الجذر وتدي إلا أنه يتلف أثناء عملية التشتيل وتخرج جذور جانبية من الجزء العلوي لقاعدة الساق وتتعمق في التربة لمسافة متر تقريباً. الساق قائمة متفرعة تتخشب بتقدمها في العمر، تختلف في طولها حسب الأصناف ويتراوح طولها ما بين / 30 - 120 / سم.
الأوراق بسيطة جلدية، تختلف في الحجم حسب الأصناف؛ فالأصناف الحريفة ذات الثمار الصغيرة تكون أوراقها صغيرة وسميكة، أما الأصناف ذات الثمار الكبيرة الحلوة فأوراقها كبيرة وعريضة ورقيقة نسبياً.
الأزهار مفردة أو في أزواج تُحمل في آباط الأوراق. يتكون كأس الزهرة من 5-7 كأسيات، ينمو مع الثمرة مكوناً قرصاً اسطوانية عند قاعدة الثمرة، ويأخذ شكلاً فنجانياً يحيط بقاعدة الثمرة.
يتألف التويج من 5 – 7 / بتلات لونها أبيض أو أبيض مخضر أو بنفسجي. توجد في الزهرة من 5-7 أسدية منفصلة المآبر التي تتفتح بخطوط طولية. يتكون المبيض من 3-4 أخبية.
التأبير ذاتي غالباً ولكن تحدث نسبة كبيرة من التلقيح الخلطي.
الثمرة عوزة (عنبة) وجدار المبيض لحمي، يظهر على الثمرة من الخارج انخفاضات تبين مواضع الحواجز، والحواجز تكون غير كاملة وتلتحم في الجزء السفلي من المشيمة، تصبح الثمرة بعد النضج حمراء أو صفراء.
تكتسب الثمرة الحمراء هذا اللون نتيجة وجود صبغات الكزانتوفيل والليكوبيرسيسين والكاروتين معاً.
أما الثمرة الصفراء فتكتسب هذا اللون نتيجة وجود صبغة الكاروتين. وتوجد المادة الحريفة في المشيمة وتكون البذور خالية منها، لكن تُعزى حرافة البذور لالتصاقها بالمشيمة، أما جدار الثمرة فقد يحتوي على المادة الحريفة أو قد يكون خالياً منها.
البذور كبيرة ملساء لونها أصفر، لها زائدة واضحة عبارة عن موقع اتصال البذرة بالمشيمة، وتحمل البذور على المشيمة في صفوف متكاثفة، ويوجد حوالي 150 بذرة في الغرام الواحد.

## أسماء أخرى
يُسمى أيضًا الفلفل الحارأو فلفل رومي أو فلفل أحمر أو فليفلة ليفية